# Impasugong
Impasugong es un municipio filipino de primera categoría, situado al norte de la isla de Mindanao. Forma parte de  la provincia de Bukidnon. 
Para las elecciones está encuadrado en el segundo distrito electoral.

## Barrios
El municipio de Impasugong se divide, a los efectos administrativos, en 13 barangayes o barrios, conforme a la siguiente relación:
| - Bontongon - Bulonay - Capitán Bayong - Cawayan | - Dumalaguing - Guihean - Hagpa - Impalutao | - Kalabugao - Kibenton - La Fortuna - Población | - Sayawan |

## Historia

### Influencia española
La provincia de Misamis, creada en 1818,   formaba  parte del Imperio español en Asia y Oceanía (1520-1898). Estaba dividida en cuatro partidos.

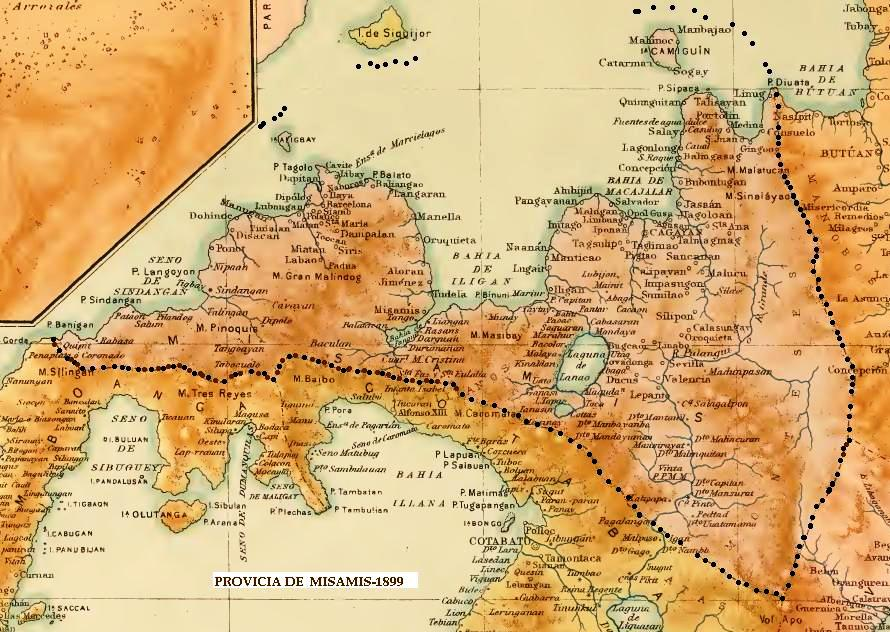
El distrito 2.º de Misamis en 1899.

A principios del siglo XX la isla de Mindanao se hallaba dividida en siete distritos o provincias, uno de los cuales era el distrito 2.º de Misamis, su capital era la villa de Cagayán de Misamis y del mismo dependía la comandancia de Dapitan.
Uno de sus  pueblos era  Sumilao que entonces contaba con una población de 4.122 almas , con las visitas de Talmagmag, Calipayan, Sancanan, Tanculan, Balao, Quilábong, San Juan, Malucu, Impasugón y Silipon;

### Ocupación estadounidense

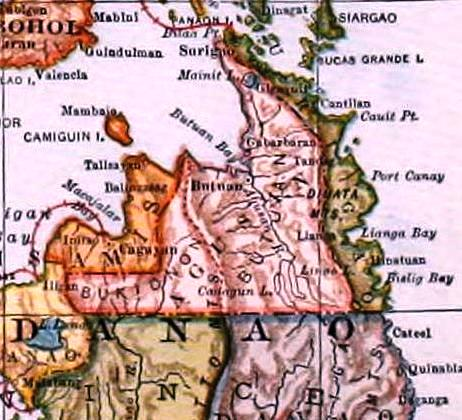
Agusan en 1921.

Una vez pacificado el territorio, el gobierno civil de la  provincia de Misamis fue establecido el 15 de mayo de 1901 incluyendo la subprovincia de Bukidnon.
En 1907  se crea la provincia de Agusan incluyendo a Bukidnon en su territorio.
Manolo Fortich, vecino del barrio de Damilag, fue el primer gobernador del distrito de Bukidnon (1902-1914).
Impasugong, tal como entonces se denominaba, fue uno de los 4 municipios de esta provincia, tal como figura en la División Administrativa de Filipinas de 1916 y también en el plano del censo de 1918.